# Dornier Do 335

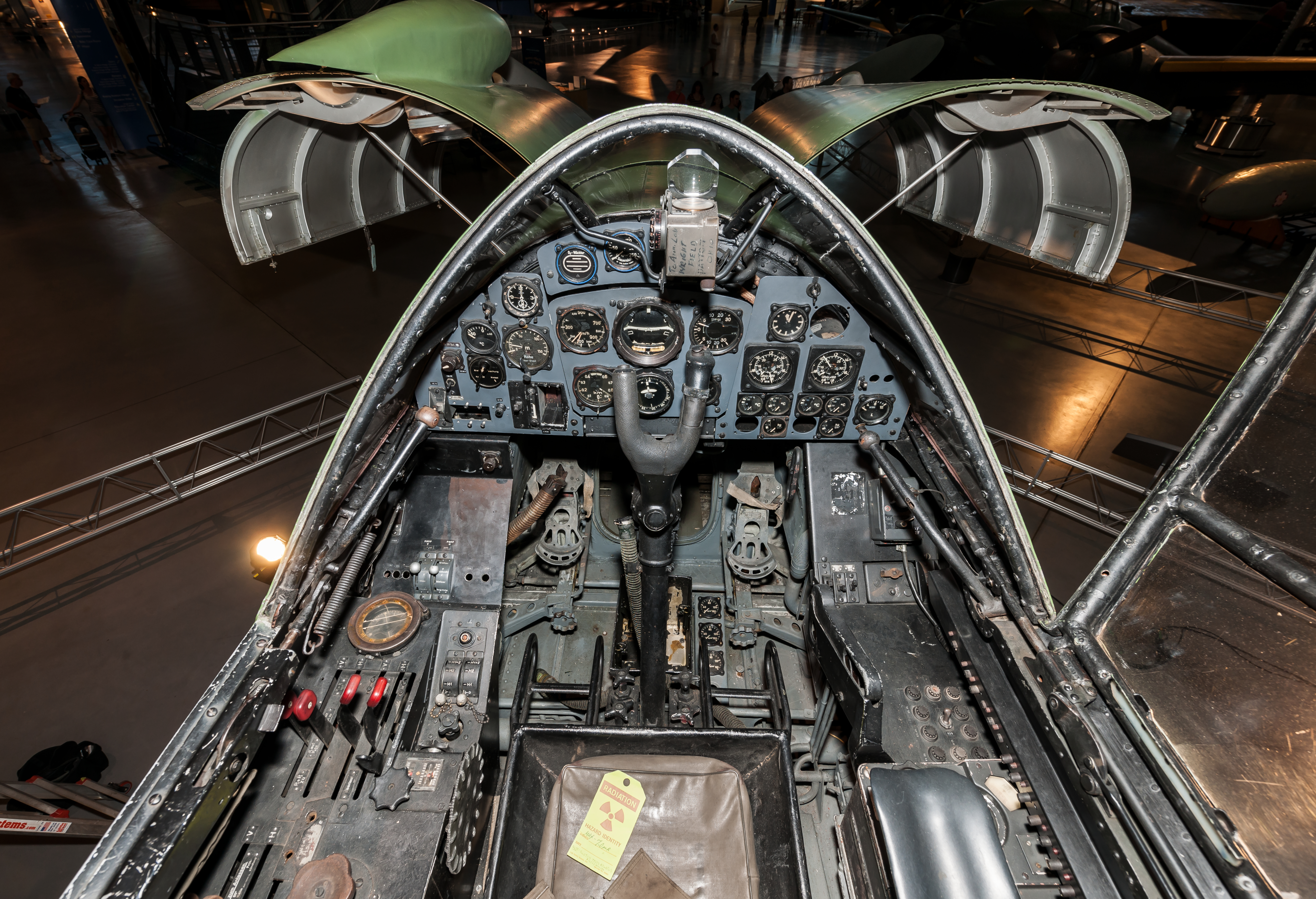
Do 335 A-0 – Cockpit

Die Dornier Do 335 (Suggestivname: Pfeil) war ein von Dornier hergestelltes deutsches Kampfflugzeug des Zweiten Weltkriegs. Ungewöhnlich für den deutschen Flugzeugbau war die Anordnung von jeweils einem Motor vorn und hinten, was die Do 335 zum schnellsten kolbenmotorgetriebenen Flugzeug zum Zeitpunkt des Erstfluges machte. Obwohl dieser schon im Oktober 1943 stattfand, kam das Muster kriegsbedingt nicht mehr zu einem Kampfeinsatz.

## Entwicklungsgeschichte
1937 hatte sich Dornier das Prinzip eines Druckpropellers mit Fernwelle patentieren lassen. 1939 bauten Ulrich W. Hütter und Schempp-Hirth Flugzeugbau das Versuchsflugzeug Göppingen Gö 9, um die Funktionsfähigkeit dieser Antriebskonfiguration zu prüfen. Nach den erfolgreichen Tests nutzte Dornier 1942 das Konzept im Projekt Do P.231, aus dem dann die Do 335 wurde.
Der Erstflug des Prototyps fand mit Hans Dieterle am 26. Oktober 1943 auf dem Flugplatz Mengen-Hohentengen statt.

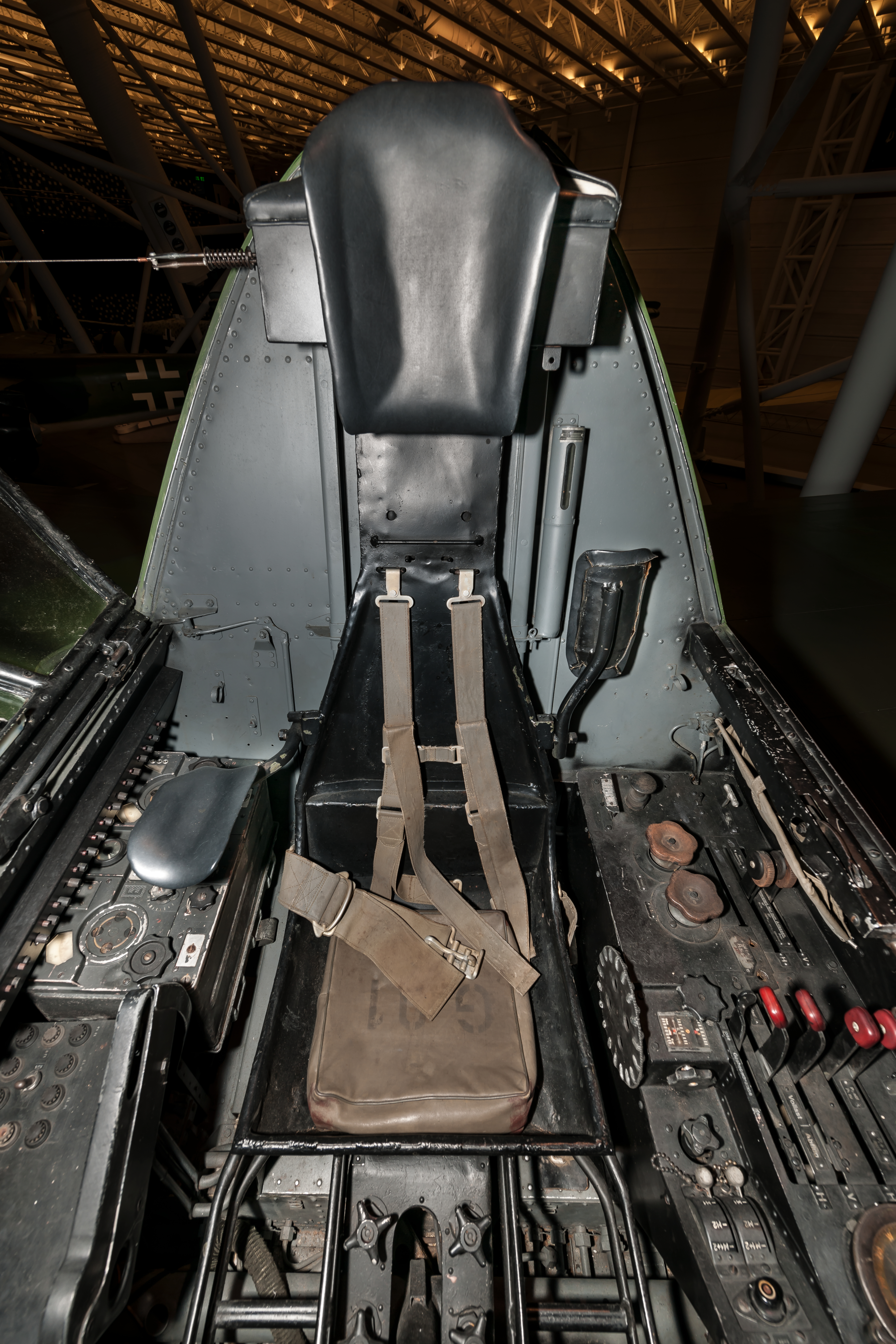
Do 335 A-0 – Pilotensitz

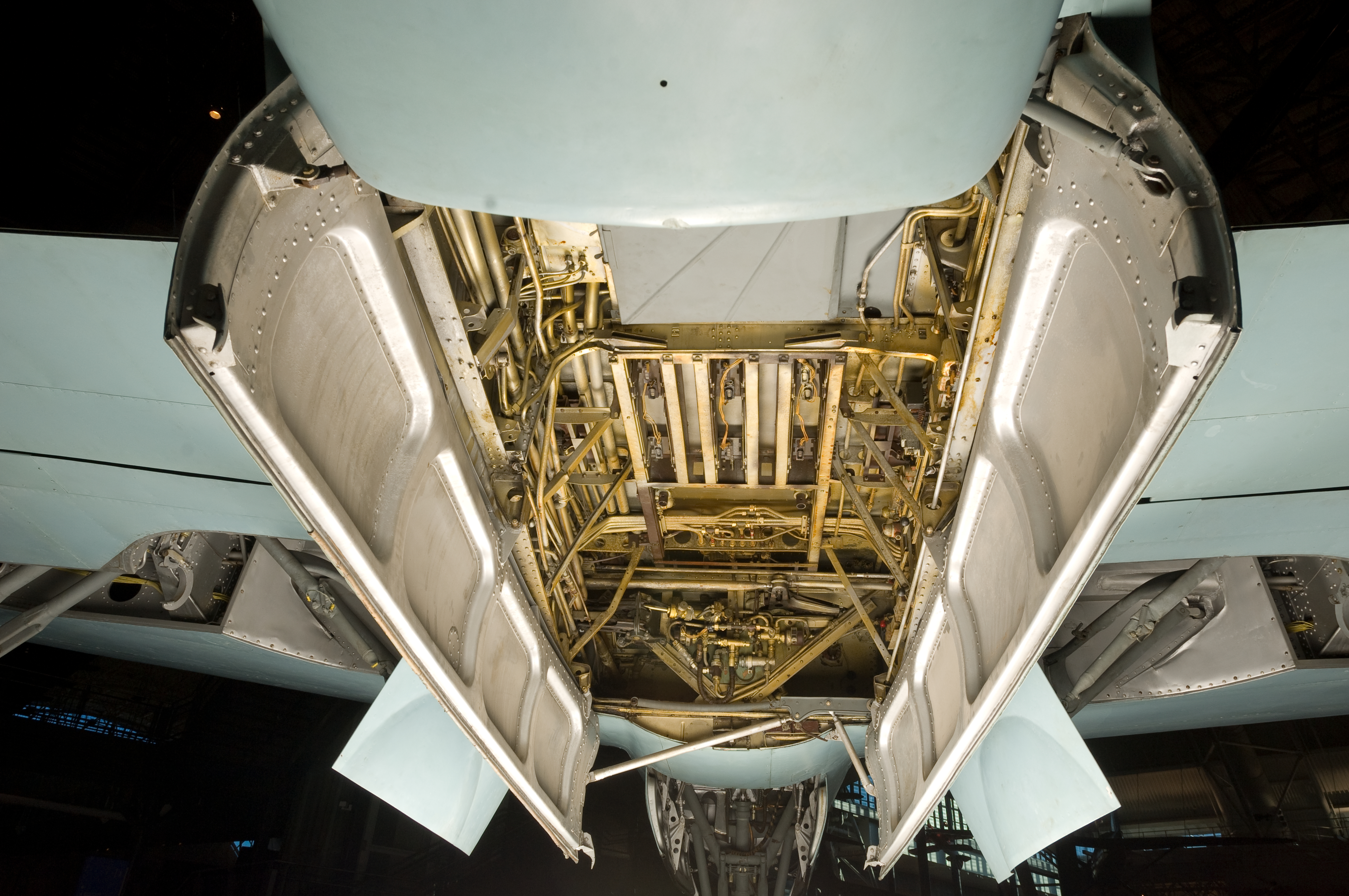
Do 335 A-0 – Unterseite mit geöffnetem Bombenschacht

1944 und 1945 entstanden nur wenige Serienmaschinen in verschiedenen Versionen als Jäger, Jagdbomber und Aufklärer; nach der langen Entwicklungszeit war wegen der schlechten Wirtschaftslage schließlich eine Massenproduktion nicht mehr möglich. Bei Kriegsende waren 28 Flugzeuge der Vorserie und 11 der Serie fertiggestellt; für weitere etwa 50 waren Teile vorhanden oder sie befanden sich in zum Teil fortgeschrittenem Bauzustand.
Es waren zwei Weiterentwicklungen projektiert: die Do 435 mit zwei Jumo-213-Triebwerken und verlängertem Rumpf sowie die Doppelrumpfausführung Do 635. Neben den Dornier-Werken waren als weitere Standorte für eine Serienfertigung der Bunker Weingut II in der Welfen-Kaserne sowie die Heinkel-Werke Oranienburg vorgesehen.
Die lange Nase und die hochbeinige Konstruktion brachten diesem Flugzeug den offiziellen Namen „Pfeil“ (für die einsitzige Version) und „Ameisenbär“ (für den Doppelsitzer) ein.

## Versionen

### A-Serie
- A-0: Nullserie für A-1 (10 Flugzeuge)
- A-1: Jäger
- A-4: unbewaffneter Aufklärer mit hoher Reichweite
- A-6: zweisitziger Nachtjäger mit FuG 217/218 Neptun-Radar
- A-10/A-12: zweisitziges Trainingsflugzeug

### B-Serie
Stärkere Motoren und Detailverbesserungen kennzeichnen diese Serie.
- B-1: Jäger
- B-2: schwerer Jäger/Zerstörer mit zwei zusätzlichen MK 103 in den Tragflächen
- B-3: Zerstörer
- B-4: Höhenzerstörer
- B-5: zweisitziges Schulflugzeug
- B-6: zweisitziger Nachtjäger

## Einsatz

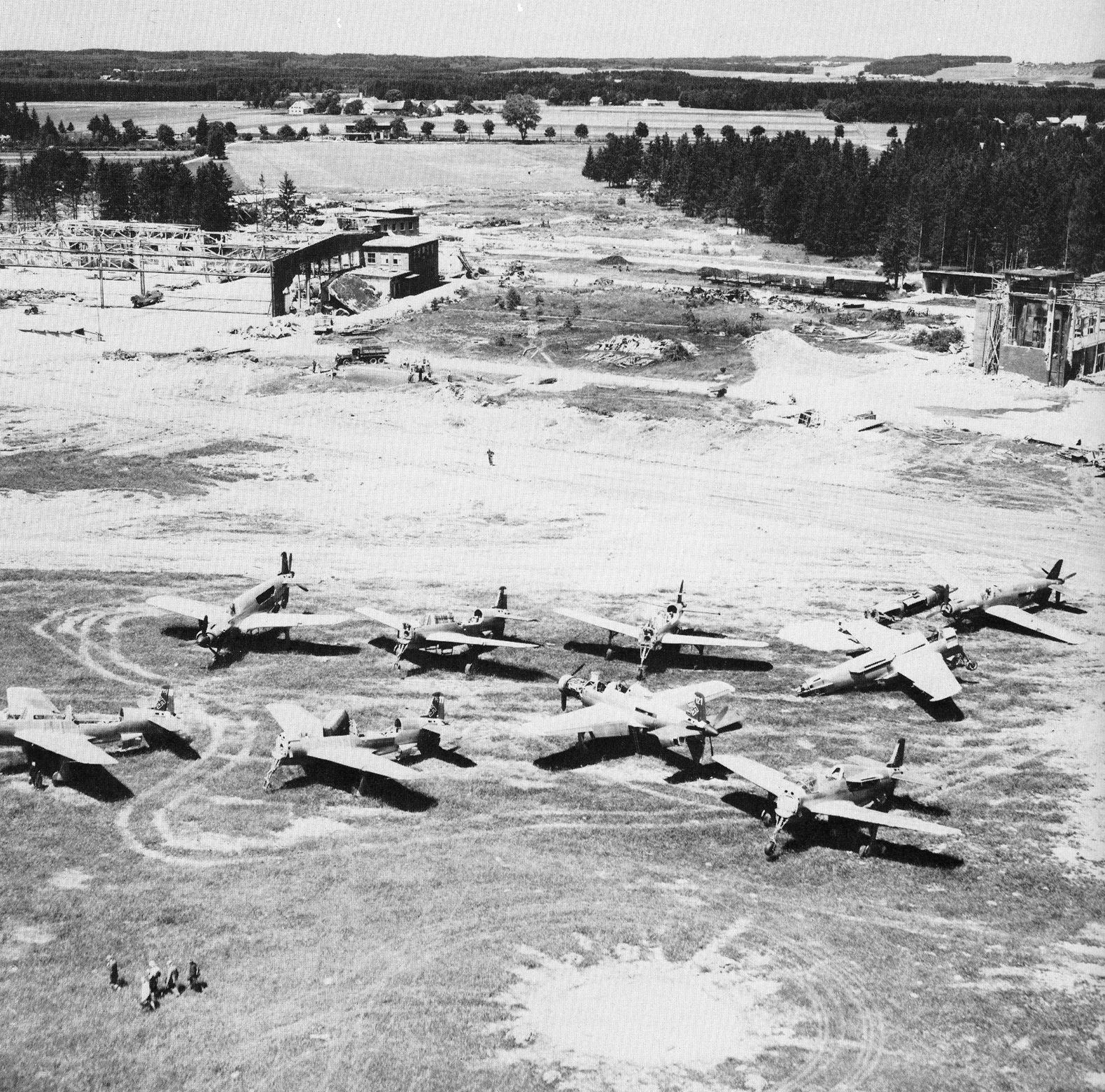
Neun in Oberpfaffenhofen 1945 abgestellte Do 335 (auch zweisitzige Varianten), meist ohne Motoren

Das Flugzeug sollte als schnelles Kampfflugzeug, Jäger, Aufklärungsflugzeug und auch Bomber eingesetzt werden. Die hintereinanderliegenden Motoren ermöglichten einen geringen Luftwiderstand und damit eine hohe Geschwindigkeit und große Reichweite. Weitere Vorteile waren ein geringes Trägheitsmoment, eine gute Wendigkeit um die Rollachse und ein giermomentfreier Flug bei Ausfall eines Triebwerkes. Die hintereinanderliegenden Propeller erhöhten den Leistungswirkungsgrad, die Motoren brauchten spezifisch weniger Kraftstoff als nebeneinanderliegend. Die Geschwindigkeit betrug je nach Version bis zu 775 km/h und die Steigleistung auf 8000 m elf Minuten. Mit dem Einbau einer Schleudersitzanlage kam ein weiteres neues Element zum Einsatz.
Der Erfahrungsbericht des Erprobungskommandos 335 in der Erprobungsstelle Rechlin vom 23. Januar 1945 deckte aber auch Schwächen der Do 335 auf und stellte ihren Einsatz infrage. Bei dieser Kritik muss berücksichtigt werden, dass die Entwicklung und der Bau des Flugzeuges unter Zeitdruck und dem Materialmangel der letzten Kriegsjahre litten. Die Maschine wies Anfang 1945 noch eine Reihe technischer Probleme auf. Erwähnt wurden unter anderem eine ungünstige Konstruktion des Bugfahrwerks, eine neue, noch unzuverlässige Hydraulik für die Landeklappenbetätigung, eine noch schlechte Regulierung der Motorenkühlung, schlechte Sichtverhältnisse sowie das durch den neuen Schleudersitz aufwendige Schließen und Öffnen des Kabinendachs beim Einstieg und auch beim manuellen Notausstieg. Sie war damit nach Meinung der Erprober weit davon entfernt, als Kampfflugzeug geeignet zu sein. Im Vergleich zu einmotorigen Kampfflugzeugen wurden aber auch ein selbstverständlicher höherer Fertigungsaufwand und Kraftstoffverbrauch sowie ein höherer Wartungsaufwand durch die zwei Motoren notiert. Der britische Testpilot Eric Brown, der die Do 335 kurz nach dem Ende des Zweiten Weltkriegs flog, meinte, die Briten hätten mit dieser Maschine technisch gesehen „die meisten Schwierigkeiten von allen erbeuteten deutschen Flugzeugen“ gehabt. Dennoch war er der Meinung, dass die Do 335 „ein erfolgreiches Nachtjagdflugzeug gewesen wäre, und zwar auf Grund ihrer ausgesprochen guten stabilen Fluglage, ihrer langen Einsatzdauer und der hohen Grundgeschwindigkeit.“
Der Serienbau wurde begonnen. Eine Maschine wurde von alliierten Jagdflugzeugen auf einem Überführungsflug abgeschossen. Bei weiteren zwei Maschinen ist die Ursache des Verlustes unklar. Zum Einsatz bei der Luftwaffe ist die Do 335 nicht mehr gekommen.

## Bedeutung

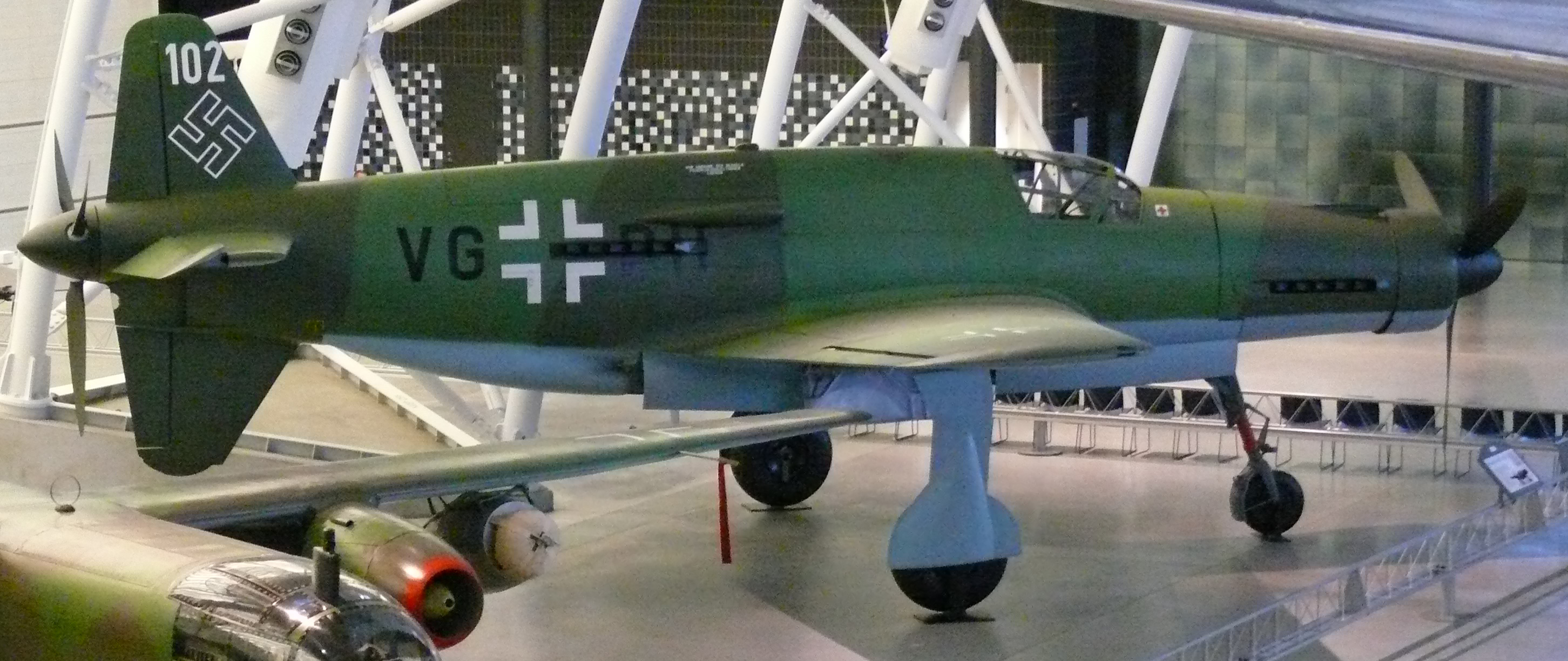
Die letzte erhaltene Do 335 (VG+PH)

Den vorderen Zugpropeller trieb ein konventionell in der Rumpfnase eingebauter Motor an; der zweite Motor war im Mittelrumpf eingebaut und über eine drei Meter lange Fernwelle mit dem Druckpropeller hinter dem Leitwerk verbunden. Durch dieses unkonventionelle Antriebsprinzip wurde erreicht, dass der Luftwiderstand kaum größer war als bei einem einmotorigen Flugzeug. Damit konnten außerordentlich hohe Flugleistungen erreicht werden: Mit einer Höchstgeschwindigkeit von 730 bis 775 km/h (je nach Version) war die Do 335 das schnellste in Serie gebaute Flugzeug der Welt mit Kolbenmotor.
Ein weiterer Vorteil dieser Konfiguration war die im Vergleich zu anderen zweimotorigen Maschinen hohe Rollrate, da durch die Unterbringung der schweren Motoren nahe der Flugzeuglängsachse das Trägheitsmoment gering war. Außerdem führte der Ausfall eines Triebwerkes nicht zu einer asymmetrischen Schubverteilung.
Besonderes Merkmal dieses Flugzeugs war auch der Schleudersitz. Bei dessen Betätigung wurden zur Sicherheit des Piloten der hintere Propeller sowie das obere Seitenleitwerk abgesprengt.

## Technische Daten (Do 335 A-1)
- Einsatzzweck: Jäger/Jagdbomber
  - Besatzung: 1
- Abmessungen
  - Länge: 13,85 m
  - Höhe: 5,00 m
  - Spannweite: 13,80 m
  - Flügelfläche: 38,50 m²
  - Flügelstreckung: 4,9
- Gewicht
  - Rüstmasse: 7400 kg
  - max. Startmasse: 9600 kg
- Triebwerk

Dreiseitenriss

  - zwei V-12-Motoren Daimler-Benz DB 603 E mit je maximal 2000 PS Startleistung und 1740 PS in 6000 m Höhe

Alternativantrieb durch zwei DB 603 A mit maximal 1750 PS Startleistung und 1680 PS in 5700 m Höhe
- Leistungen
  - Höchstgeschwindigkeit: bis zu 775 km/h in 6400 m Höhe (A-1)
  - maximale Reisegeschwindigkeit: 685 km/h in 7100 m Höhe
  - Steigzeit auf 8000 m Höhe: 14,3 min
  - Steigleistung: 11 m/s
  - Dienstgipfelhöhe: 11.400 m
  - Einsatzreichweite: 1800 km (mit Zusatztanks)
- Bewaffnung
  - eine 30-mm-Kanone MK 103, durch die Propellernabe feuernd
  - zwei 20-mm-Kanonen MG 151/20 oberhalb des Frontmotors
  - 500 kg Bombenlast intern, alternativ zusätzlicher Treibstofftank
  - zwei 250-kg-Bomben oder zwei 300-l-Abwurftanks an Flügelstationen

## Erhaltene Flugzeuge

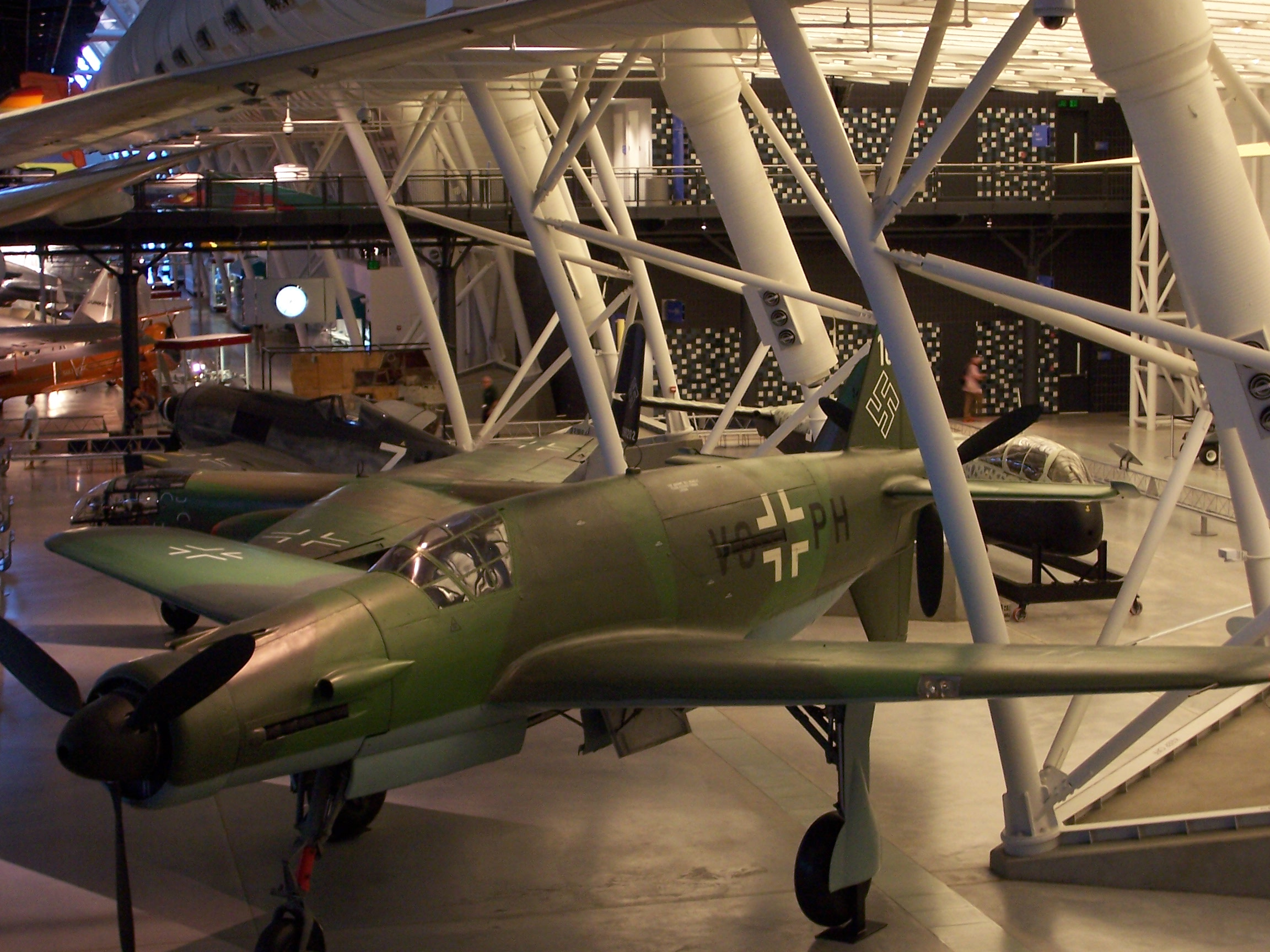
Do 335 (VG+PH)

Die letzte Do 335 ist heute öffentlich zu besichtigen. Im Spätherbst 1944 wurde die Do 335 A-0 mit dem Stammkennzeichen VG+PH (Werknummer 240102) zur Erprobungsstelle Rechlin überstellt. Kurz vor deren Besetzung durch sowjetische Truppen verlegte der Flieger-Hauptingenieur Hans-Werner Lerche die Maschine befehlsgemäß und flog sie mit Zwischenstation in Prag und Lagerlechfeld nach Oberpfaffenhofen. Mit dem Kriegsende wurde sie als eine von zwei Do-335-Maschinen im Rahmen der Operation Seahorse (Sicherstellung hochwertiger deutscher Flugzeuge) mit dem Flugzeugträger HMS Reaper in die USA verbracht. Dort kam sie zum Test-Center der US Navy (Naval Air Station Patuxent River). Nach dem Abschluss der Erprobung wurde die Maschine an das National Air Museum der Smithsonian Institution übergeben. Da der Krieg erst zwei Jahre vorbei war, wollte man sie dort nicht ausstellen. Deshalb wurde das Flugzeug zerlegt im Depot der Paul E. Garber Facility eingelagert. Private Initiativen und die Unterstützung der Lufthansa ermöglichten 1974 die Rückkehr aus den USA nach Deutschland und die Restaurierung bei Dornier in Oberpfaffenhofen, die Ausstellung der fertigen Maschine 1976 auf der Luftfahrtschau in Hannover und danach bis 1986 den Verbleib als Leihgabe im Deutschen Museum in München. Heute befindet sie sich im Steven-F.-Udvar-Hazy-Center in der Nähe des Washingtoner Dulles-International-Airport.
Seit dem Januar 2020 steht eine Do 335 B-2 im auf dem Gelände der ehemaligen Erprobungsstelle beheimateten Luftfahrttechnischen Museum Rechlin. Dieser Nachbau wurde ab 1998 von Holger Bull unter der Verwendung vieler Originalteile wie der Klappen des Bombenschachts und des Hauptkraftstoffbehälters realisiert. Die beiden Hauptfahrwerke stammen von einer Messerschmitt Bf 110. Das Flugzeug trägt das Stammkennzeichen RP+UQ der Do 335V14 (Werknummer 230014), die gegen Kriegsende von französischen Truppen erbeutet und 1949 verschrottet wurde. Der Rumpf war bereits seit 2019 öffentlich ausgestellt. Am 30. Januar 2020 wurde die Do 335 schließlich durch den Anbau der Tragflächen komplettiert.
Ein unvollendeter Nachbau der Do 335, ebenfalls unter Verwendung einiger Originalteile, befindet sich auf dem Gelände des Flugzeugmuseums Villingen-Schwenningen; die Restaurierung wurde nach dem Tod des Museumsinhabers und Restaurators Manfred Pflumm im Dezember 2017 bislang nicht fortgeführt.